# Dendrobium grootingsii
Dendrobium grootingsii är en orkidéart som beskrevs av Johannes Jacobus Smith. Dendrobium grootingsii ingår i släktet Dendrobium, och familjen orkidéer. Inga underarter finns listade i Catalogue of Life.